# Imbutitura

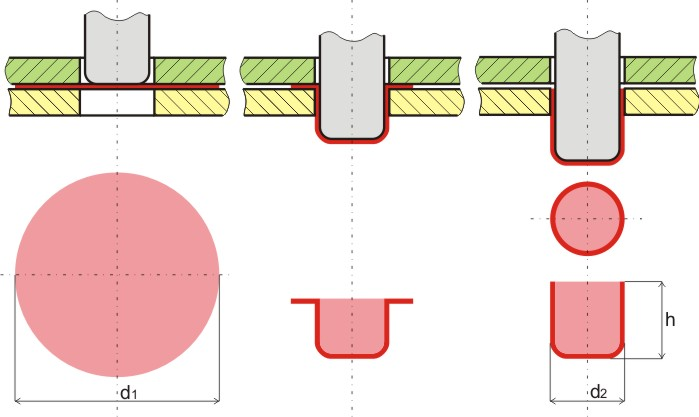
Costruzione di un contenitore per imbutitura a freddo

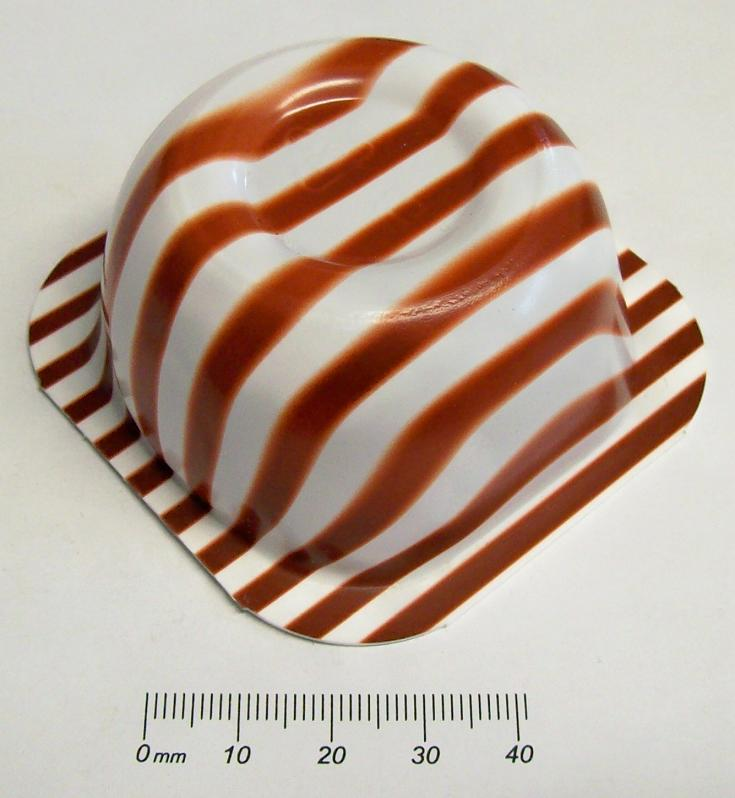
Esempio di contenitore per alimenti in polistirene prodotto attraverso imbutitura.

L'imbutitura è un processo tecnologico attraverso il quale una lamiera viene deformata plasticamente ed assume una forma scatolare, cilindrica o a coppa. Consente di realizzare oggetti aventi profonde cavità come ad esempio lattine metalliche, pentole e altri contenitori.

## Tecnica
Tali operazioni vengono effettuate attraverso l'uso di un punzone che spinge la lamiera, eventualmente fissata con un premilamiera, all'interno di una matrice.
Se lo spessore della lamiera finale è troppo piccolo rispetto al diametro del disco di partenza allora bisognerà procedere per imbutiture successive. Se non si procede in questo modo si potrebbero formare grinze ed increspature dovute alle notevoli tensioni di compressione.
L'imbutitura può essere anche ottenuta tramite lavorazione su tornio.
La lastra è posta tra contropunta e matrice rotante ad alta velocità. Un utensile a tampone, opportunamente spinto contro la lastra durante la sua rotazione e lubrificato a dovere, lo farà aderire al modello mediante strisciamento.
La forza totale di imbutitura è data dalla somma della forza necessaria a deformare il metallo e della forza per vincere l'attrito tra metallo e matrice.
Il lavoro di imbutitura è dato invece dal prodotto tra la forza di imbutitura e l'altezza del pezzo da imbutire

## Prova di imbutitura
La prova di imbutitura secondo il metodo Erichsen è quell'operazione tramite cui una lamiera metallica piana è costretta ad assumere una certa forma, sfruttando la sua capacità a lasciarsi deformare permanentemente a freddo. Tale prova, che è molto importante per poter valutare la plasticità di un materiale, consiste nel determinare la profondità h che è raggiunta da una lamiera di spessore s, all'insorgere della prima fessura, quando viene spinta da un punzone di acciaio duro (P), in un foro a sezione circolare. 
Dalla freccia h si rileva la maggiore o minore plasticità del materiale, dalla quale dipende la facilità delle operazioni di stampaggio a freddo.